# TWC 't Verzetje Bemmel
Toer- en Wielervereniging 't Verzetje Bemmel, veelal afgekort TWC 't Verzetje genoemd, is een Nederlandse wielervereniging uit het Gelderse Bemmel. De vereniging werd opgericht op 24 oktober 1975 en is vooral gericht op toerfietsers. TWC 't Verzetje is aangesloten bij de Nederlandse Toer Fiets Unie (NTFU) en de Koninklijke Nederlandsche Wielren Unie (KNWU). Anno 2020 heeft de vereniging ongeveer 200 leden, waaronder bijna 60 jeugdleden.

## Accommodatie
In 1985 werd het eerste clubhuis aan de Sportlaan in Bemmel in gebruik genomen. In 2010 is er op dezelfde plaats een nieuw clubhuis gerealiseerd met een aparte sportruimte voor spinningbikes en douches.

## Evenementen
Jaarlijks organiseert TWC 't Verzetje een tijdritcompetitie voor leden, bestaande uit een drietal tijdritten. Voor externen organiseert TWC 't Verzetje haar jaarlijkse toertocht Pukkeltocht, het criterium de Ronde van Bemmel, het Nederlands Kampioenschap Tijdrijden voor Masters (2016-2018) en een koppeltijdrit.